# Gliganu de Sus
Gliganu de Sus – wieś w Rumunii, w okręgu Ardżesz, w gminie Rociu. W 2011 roku liczyła 751 mieszkańców.